# Barometar
Barometar je mjerni instrument za mjerenje tlaka zraka. Za apsolutna mjerenja tlaka najpogodniji su barometri sa živom. Najjednostavniji oblik barometra sa živom staklena je cijev svinuta u obliku slova J, kojoj je dulji krak, dug oko 90 centimetara, zatvoren, a kraći otvoren. Cijev je napunjena živom tako da se u dužem kraku iznad žive nalazi zrakoprazan prostor (vakuum), a na površinu žive u kraćem kraku djeluje atmosferski tlak. Tlak zraka određuje se tako što se na skali očita visina stupca žive u obim krakovima. Težina stupca žive, kojemu je visina jednaka razlici pročitanih visina, mjera je za tlak zraka. Kako težina stupca žive ovisi o njezinoj temperaturi i o zemljopisnoj širini mjesta, treba dobivenu razliku visinâ stupaca žive ispraviti (korigirati). Kod praktičnih izvedbi barometarska cijev sa živom ravna je i uronjena u posudicu sa živom. Tlak zraka djeluje na površinu žive u posudici. Kod Fortinova barometra čita se samo visina žive u zatvorenoj cijevi, a živa u posudi dovodi se uvijek na istu razinu na taj način što se dno posude, koje je načinjeno od savitljiva materijala (na primjer kože), namjesti tako da površina žive dotakne vrh šiljka učvršćena na gornjem dijelu posude. Kod staničnog barometra, koji se upotrebljava i na našim meteorološkim postajama (Kew-barometri), promjene razine žive u posudici uzete su u obzir na samoj ljestvici barometra (reducirana ljestvica), pa se visina stupca žive može odmah očitati.
Za mjerenje tlaka zraka iskorištava se još i deformacija elastičnih tijela zbog djelovanja tlaka (aneroid) i promjena vrelišta zbog promjene tlaka. U suvremenim je uređajima omogućeno električno ili elektroničko mjerenje pretvaranjem tlaka u električne veličine. Kako se tlak zraka smanjuje s porastom visine, to se visinska razlika može naći ako se tlak zraka izmjeri barometrom na dva mjesta različitih visina, uzimajući u obzir meteorološke elemente (temperaturu, vlagu). Barometarsko mjerenje visine primjenjuje se u zračnom prometu.
Prvi barometar je bio takozvani vodeni barometar (nazvan još Goetheov jer ga je Goethe popularizirao) koji je radio na principu posude s nešto zraka koja je uronjena u vodu, te je stupac vode u posudi porastao kad je opao tlak zraka jer se je tada stupac zraka smanjio. Najčešće se ipak koristi živin barometar (stupac žive koji se povisuje ili smanjuje ovisno o promjeni tlaka zraka). Otkrio ga je Evangelista Torricelli. Još postoji i suhi barometar (aneroid). To je metalna kutija bez zraka čije se stranice deformiraju s promjenom tlaka zraka jer zrak pritišće na vakuum unutar kutije. Barograf je barometar s pisaljkom koji stalno bilježi promjene tlaka zraka. Barometar je nezamjenjiv instrument u meteorologiji. Koristan je i u takozvanoj pučkoj meteorologiji jer se obično smatra da s porastom tlaka zraka slijedi sunčanije vrijeme, a s padom oblačnije.
Tlak zraka nije u svako doba isti na jednom mjestu Zemlje. On nije jednak ni na dva mjesta koja se razlikuju u nadmorskoj visini. Tlak opada s visinom, a osim toga mijenja se s promjenom količine vlage u zraku. Vlaga je naime lakša od zraka, pa što je ima više u zraku, to će zrak biti lakši, a zbog toga je i tlak manji.

## Vrste barometara
Mjerni instrumenti za mjerenje tlaka zraka nazivaju se barometrima, a pripadni autografi barografima. Mjerenje tlaka zraka sastoji se ili u mjerenju visine stupca žive, ili u mjerenju deformacija nekog elastičnog tijela, ili u određivanju temperature vrelišta vode.

### Živin barometar
Najstariji tip barometra je barometar sa živom ili živin barometar. U metalnu posudu napunjenu živom uronjen je donji kraj okomite, tanke staklene cijevi. Cijev je duga 1 metar, djelomice je ispunjena živom, a na vrhu zatvorena tako da se u dijelu iznad stupca žive nalazi zrakoprazan prostor ili vakuum. Na površinu žive u posudi djeluje vanjski tlak zraka, zbog čega se razina u posudi diže ili spušta prema vanjskom tlaku zraka, a time se mijenja i visina stupca žive u okomitoj cijevi. To znači da je visina stupca žive direktno proporcionalna tlaku zraka, pa se tlak može očitati na umjerenoj (kalibriranoj) skali postavljenoj uz cijev. Prema konstrukciji posude sa živom razlikuju se 2 osnovna tipa živina barometra: barometar s pomičnim dnom i barometar s umanjenom (reduciranom) skalom.

#### Barometar s pomičnim dnom
Barometar s pomičnim dnom ima posudu sa živom tako napravljenu da se visina i oblik dna posude mogu podešavati pomoću vijka. Podešavanjem oblika dna mijenja se obujam (volumen) posude, pa se tako na jednostavan način može razina žive u posudi postaviti na nulti položaj i na skali cjevčice očitati visina živina stupca, to jest vrijednost tlaka zraka.

#### Barometar s reduciranom skalom
Barometar s reduciranom skalom ima krutu posudu sa živom. Na posudi je mali otvor kroz koji vanjski tlak zraka djeluje na površinu žive u posudi. Posuda sa živom i okomita cijev nalaze se u zajedničkom kućištu, koje na donjem dijelu nosi termometar, a na gornjem dijelu pomični prsten s nonijem. Skala je za očitavanje stupca žive nepomična i podijeljena na milimetre i milibare. Pri očitavanju pomični prsten namjesti se tako da njegov donji rub tangira zaobljeni vrh (meniskus) stupca žive i prema oznaci na prstenu odredi se na skali visina stuca. Desetinke dijelova osnovne podjele skale određene su pomoću nonija. Površina presjeka posude je znatno veća od površine presjeka žive u cijevi, pa svakoj promjeni visine žive u posudi odgovara srazmjerno znatno veća promjena visine žive u cijevi. U ovom tipu barometra razina žive u posudi ne može se podesiti da dođe u nulti položaj, pa je stoga skala na cijevi barometra reducirana tako da je svaki dio skale nešto kraći od jednog milimetra. Redukcija skale ovisi o omjeru površina presjeka cijevi i posude, to jest o odnosu između pomaka žive u cijevi i posudi. Redukcijom je skale postignuto da se na skali očita točna visina tlaka zraka iako razina žive u posudi nije dovedena na nulu.

#### Brodski barometar
Brodski barometar je učvršćen kardanskim zglobom tako da je cijev uvijek okomita, bez obzira na nagib broda. Osim toga, cijev je na jednom mjestu sužena da bi se smanjile oscilacije u cijevi uzrokovane ljuljanjem broda.

### Aneroid
Aneroid (grč. νηρός: mokar) je mjerni instrument za mjerenje tlaka zraka. Izumio ga je Lucien Vidi 1843; sastoji se od jedne ili više šupljih kutija kružna presjeka, od tanka i valovita lima, iz kojih je isisan zrak i u kojima se nalazi opruga. Promjene tlaka zraka mijenjaju ravnotežni položaj deformiranih kutija i elastične opruge, a dobiveni se pomaci preko poluga povećavaju i prenose na kazaljku ispod koje se nalazi ljestvica s naznačenim vrijednostima tlaka zraka. Ranije uvedene i još uvijek zadržane naznake lijepo vrijeme, kiša, promjenljivo, imaju vrlo ograničenu upotrebljivost jer vrijeme ne ovisi samo o tlaku zraka, pa aneroid nije dovoljan za prognozu vremena. Aneroid umjeren (baždaren) u jedinicama visine koristi se kao barometarski altimetar ili visinomjer.

#### Visinomjer ili altimetar
Visinomjer ili altimetar je vrsta aneroida koji služi za mjerenje visina. Skala im je podijeljena u jedinicama visine, a mogu se namjestiti prema tlaku zraka na morskoj razini ili na meteorološkoj postaji. Altimetri su temperaturno kompenzirani. Upotrebljavaju se i za terenska mjerenja tlaka zraka, na zrakoplovima i drugim letjelicama.

### Barograf
Barograf je autograf za kontinuirano bilježenje tlaka zraka. Sastoji se od skupa Vidieovih kutija međusobno spojenih radi povećanja malih pomaka. Sustav poluga prenosi pomake na kazaljku s perom, koja piše po traci omotanoj oko valjka što ga pokreće satni mehanizam. Valjak napravi puni okret tokom 24 sata ili jednom u tjedan dana.

## Korekcija stanja barometra
Zbog rastezanja stupca žive zbog porasta temperature, dogovoreno je da se uvijek visina stupca žive svode na onu kakva bi bila pri temperaturi od 0 °C. Na očitanu visinu stupca b dodaje se korekcija:
{\displaystyle c_{1}=-\,k\cdot b\cdot t}
gdje je: k - konstanta ovisna o tipu barometra i o vrsti materijala od kojeg je izrađena njegova vanjska cijev, a t - temperatura žive u °C za vrijeme očitavanja. Ako se stanica ne nalazi na 45° zemljopisne širine, dodaje se na očitano stanje i korekcija:
{\displaystyle c_{2}=-\,0,002\,59\cdot b\cdot \cos(2\cdot \phi )}
gdje je: φ - zemljopisna širina mjesta. Na stanicama koje se nalaze iznad 500 metara nadmorske visine treba pri korekciji barometarskog stanja uzeti u obzir i promjenu sile teže s visinom. 

### Redukcija tlaka na morsku razinu
Na sinoptičkim kartama označena je razdioba tlaka zraka na razini mora. Budući da tlak zraka opada s nadmorskom visinom, to će mjesta na različitoj nadmorskoj visini i uz inače iste vremenske uvjete imati različite vrijednosti tlaka. Da bi se izmjereni tlakovi mogli međusobno uspoređivati, treba da budu reducirani (svedeni) na morsku razinu. Korekcija je tlaka:
{\displaystyle \Delta p=k\cdot p}
ovdje je:
{\displaystyle k=e^{\frac {h\cdot g}{R\cdot T}}-1}
gdje je: h - nadmorska visina meteorološke postaje, g - ubrzanje zemljine sile teže, R - plinska konstanta, T - srednja apsolutna temperatura sloja zraka između meteorološke postaje i morske razine. 
U praksi za tu redukciju služe priručne tablice, a srednja apsolutna temperatura odredi se tako da se temperatura zraka na meteorološkoj stanici doda 0,5 °C za svakih 100 m nadmorske visine meteorološke postaje.

## Milimetar žive
Milimetar žive, torr ili milimetar živina stupca (oznaka mmHg), stara mjerna jedinica tlaka, danas iznimno dopuštena samo za izražavanje tlaka tjelesnih tekućina, vrijednosti 133,322 Pa.

## Atmosferski tlak
Zrak vrši na svaku plohu neki atmosferski tlak. Taj je tlak to manji što se više dižemo uvis, jer se time smanjuje sloj zraka koji vrši pritisak. Koliki je tlak na 1 cm2 površine, to jest atmosferski tlak, pokazao je talijanski fizičar Torricelli početkom 17. stoljeća svojim pokusom koji je izveo sa živom. On je uzeo cijev, dugu 1 metar i napunio je živom do ruba. Zatim ju je začepio prstom, okrenuo i stavio okomito u posudu sa živom. Živa nije ostala do vrha u cijevi, ali nije ni sva iscurila. Prostor iznad žive je prazan prostor, a zove se Torricellijev vakuum. U stvari to nije potpuno prazan prostor jer se u njemu nalaze živine pare. Živa nije posve iscurila jer je u cijevi drži vanjski tlak. Ako je visina stupca žive 750 mm, onda isto toliki atmosferski tlak mora držati ravnotežu težini toga stupca. Kako je gustoća žive 13 534 kg/m3, to stupac žive od 0,75 m presjeka 1 cm2 (0,000 1 m2) ima težinu, odnosno stvara tlak:
p = ρ ∙ g ∙ h = 0,75 m 9,81 m/s2 13 534 kg/m3 = 99 576 N/m2 ≈ 1 bar
Kako zrak tlači približno od 1 bar, to na primjer na površinu stola od 1 m2 vrši pritisak od oko 10 000 kg ili 10 tona. Da se stol ne smrvi, uzrok je u tome što postoji tlak i odozdo na ploču stola jer se tlak u plinovima širi na sve strane. (aerostatski tlak u zraku djeluje jednako kao i hidrostatski tlak u vodi). Površina čovječjeg tijela iznosi oko 1,5 m2, pa je atmosferski pritisak na tu površinu oko 150 000 kg ili 15 tona. Taj pritisak ne može zdrobiti čovjeka jer je unutarnji tlak jednako toliki koliki i vanjski atmosferski tlak.